# Ceresium lifuanum
Ceresium lifuanum là một loài bọ cánh cứng trong họ Cerambycidae.